# Jellyfin
Jellyfin è un media server libero e open-source progettato per organizzare, gestire, e condividere files di media digitali a dispositivi in rete. Jellyfin consiste in una applicazione server  installata su una macchina su cui gira Microsoft Windows, macOS, Linux o in un container Docker , e un'altra applicazione che gira su un dispositivo client  come ad esempio uno smartphone, un tablet, una smart TV, un media player digitale, una console o all'interno di un browser web. Jellyfin può anche inviare streaming a dispositivi DLNA e Chromecast. È una fork di Emby.

## Caratteristiche
Jellyfin segue un modello client–server che permette a più utenti e clients di connettersi, anche simultaneamente, e streammare media digitale da remoto. Dato che Jellyfin funziona come un server a sé stante non esiste nessun abbonamento, e non usa nessuna autenticazione di terze parti per il suo funzionamento. Questo permette a Jellyfin di lavorare in un'intranet isolato allo stesso modo con cui funzionerebbe attraverso Internet. Dato che Jellyfin è una fork di Emby, alcuni client per quella piattaforma sono compatibili ufficiosamente con Jellyfin; comunque, con la codebase di Jellyfin che si differenzierà progressivamente da quella di Emby, questo sarà sempre meno possibile. Jellyfin non supporta la migrazione diretta da Emby.
Jellyfin è estensibile, ed esistono plugins di terze parti per fornire funzionalità aggiuntive. Il progetto ha un repository ufficiale, nonostante ciò i plugin non devono essere hostati sulla repo ufficiale per essere installati.
Uno dei principali vantaggi di Jellyfin è il modo in cui gestisce la Live TV e le schede TV. Mentre altri media server come Plex hanno un limite di canali (max 480), Jellyfin non ha questo tipo di limiti.
La versione 10.6.0 di Jellyfin ha introdotto una feature chiamata "SyncPlay", che fornisce la possibilità di creare delle stanze per guardare lo stesso media con altri utenti in sincrono. È stato anche aggiunto il supporto alla lettura di ebook in formato EPUB. Con questa versione venne anche aggiunta la possibilità di aggiungere plugin non ufficiali.

## Sviluppo
Il progetto è iniziato l'8 dicembre 2018, quando i co-fondatori Andrew Rabert e Joshua Boniface, insieme a molti altri utenti, decisero di forkare Emby come reazione diretta alla chiusura dello sviluppo Open Source del progetto. Il nome Jellyfin venne proposto da Rabert il giorno successivo Una prima versione è stata resa disponibile il 30 dicembre 2018.

### Storia delle versioni
La numerazione unica rispetto ad Emby è iniziata con la versione 10.0.0 nel gennaio 2019.
| Versione principale | Data di rilascio | Note                                                                                       |
| ------------------- | ---------------- | ------------------------------------------------------------------------------------------ |
| 10.8.0              | 11 giugno 2022   |                                                                                            |
| 10.7.0              | 8 marzo 2021     |                                                                                            |
| 10.6.0              | 19 luglio 2020   | Introduzione della funzione SyncPlay & lettura EPUB                                        |
| 10.5.0              | 8 marzo 2020     | Aggiunto il supporto per l'accelerazione hardware di codifica e decodifica per RaspberryPi |
| 10.4.0              | 6 ottobre 2019   |                                                                                            |
| 10.3.0              | 19 aprile 2019   |                                                                                            |
| 10.2.0              | 16 febbraio 2019 |                                                                                            |
| 10.1.0              | 25 gennaio 2019  |                                                                                            |
| 10.0.0              | 7 gennaio 2019   |                                                                                            |
| 3.5.2-5             | 30 dicembre 2018 | L'unica versione che usa la numerazione di Emby                                            |